# Bangor Aberconwy
Bangor Aberconwy est une division électorale britannique créée en 2023 et utilisée à la suite des élections générales de 2024.
Appartenant à la catégorie des circonscriptions de comté, Bangor Aberconwy est constitué à la suite de la révision périodique des circonscriptions parlementaires de 2023. Elle pourvoit un siège à la Chambre des communes à partir de l’ouverture de la LIXe législature, en 2024.

## Histoire
Dans le cadre de la révision des circonscriptions parlementaires de 2023, le rapport final de la commission des limites pour le pays de Galles préconise la création de Bangor Aberconwy à partir de quarante sections électorales comprises dans trois circonscriptions existantes : vingt-et-une relevant de celle d’Aberconwy, treize d’Arfon et six de Clwyd West.
Bangor Aberconwy est érigé comme circonscription de comté par le Parliamentary Constituencies Order 2023 à partir de portions de territoires de trois zones principales, le borough de comté de Conwy (portion de vingt-cinq sections électorales), le comté du Denbighshire (portion de deux sections électorales) et celui du Gwynedd (portion de treize sections électorales) Légalement, elle entre vigueur le jour des élections générales de la Chambre des communes suivant la promulgation du décret. Un siège est donc à pourvoir à partir d’élections générales anticipées devant être conduites le 4 juillet 2024,.

## Description

### Toponymie
La circonscription tire son nom de deux entités présentes sur son territoire : Aberconwy et Bangor.

### Données démographiques
Selon le rapport final sur la révision périodique des circonscriptions parlementaires de la commission des limites pour le pays de Galles, la circonscription détient 70 468 électeurs (données 2020) sur une superficie estimée de 1 435 km2.
D’après le dernier recensement de la population en vigueur (2021) publié par l’Office for National Statistics en 2022, la circonscription admet une population résidentielle totale (all usual residents en anglais) de 92 264 habitants. Bangor Aberconwy comprend plusieurs zones urbanisées (built-up areas en anglais) de plus de 10 000 habitants, classées comme « petites agglomérations » : Bangor (16 990), Conwy (15 715) et Llandudno (14 710),.

## Représentation
| Législature | Période                    | Période                    | Membre        | Groupe        | Fonction      |
| ----------- | -------------------------- | -------------------------- | ------------- | ------------- | ------------- |
| LIXe        | À partir du 4 juillet 2024 | À partir du 4 juillet 2024 | Claire Hughes | Claire Hughes | Claire Hughes |

## Résultats électoraux
| Candidat                   | Candidat            | Parti                       | Vote | Vote | Vote |
| Candidat                   | Candidat            | Parti                       | Voix | %    | ±    |
| -------------------------- | ------------------- | --------------------------- | ---- | ---- | ---- |
|                            |                     | Démocrates libéraux         |      |      | ND   |
|                            |                     | Parti conservateur          |      |      | ND   |
|                            |                     | Parti des travailleurs (en) |      |      | ND   |
|                            |                     | Parti travailliste          |      |      | ND   |
|                            |                     | Parti vert                  |      |      | ND   |
|                            |                     | Plaid Cymru                 |      |      | ND   |
|                            |                     | Réformer le Royaume-Uni     |      |      | ND   |
|                            |                     |                             |      |      |      |
| Majorité                   | Majorité            | Majorité                    |      |      | ND   |
| Transfert de Butler        | Transfert de Butler | Transfert de Butler         |      |      | ND   |
|                            |                     |                             |      |      |      |
| Corps électoral            |                     |                             |      |      |      |
| Abstention, blancs et nuls |                     |                             |      |      |      |
| Exprimés                   | Exprimés            | Exprimés                    |      |      | ND   |